# بسیگاس
بسیگاس (به اسپانیایی: Bocigas) یک شهرستان در اسپانیا است که در استان وایادولید واقع شده‌است.